# Mimaletis
Mimaletis là một chi bướm đêm thuộc họ Geometridae.